# Сега (Верона)
Сега је насеље у Италији у округу Верона, региону Венето.
Према процени из 2011. у насељу је живело 966 становника. Насеље се налази на надморској висини од 93 м.